# Just Garcia i Soriano
Just Garcia i Soriano (Oriola, Baix Segura, 14 d'abril de 1884 - Madrid, 4 de maig de 1949) fou un historiador, crític literari, bibliotecari, arxiver i escriptor valencià.
Després de doctorar-se a Madrid en filosofia i lletres i en dret, el 1915, ingressà en el Cos Facultatiu d'Arxivers, Bibliotecaris i Arqueòlegs, sent destinat com a arxiver de diverses Delegacions d'Hisenda espanyoles entre els anys 1915 i 1920. Aquest darrer any es va traslladar a la Secció d'Índex de la Biblioteca Nacional. El 1924 va accedir a la Biblioteca de la Reial Acadèmia de la Història on va romandre fins al 1936. També fou bibliotecari de la Real Academia de Bellas Artes de San Fernando. Poc després d'esclatar la Guerra Civil espanyola, es va traslladar a Oriola, on va organitzar un museu, on es van recollir les obres artístiques que corrien el risc de ser destruïdes, contribuint així a la conservació del patrimoni històric de la seva ciutat natal. Anys més tard, es va constituir el Museu Diocesà d'Oriola amb gran part de les obres reunides per ell. La tasca realitzada la va reflectir al seu llibre El Museo de Oriola (1937). A més de diversos articles en els butlletins d'ambdues acadèmies i en la premsa d'Oriola, Múrcia i Madrid, publicà diversos llibres. També fundà i dirigí la revista d'estudis Oróspeda, a Múrcia.
El juny del 2022 la Biblioteca Municipal María Moliner d'Oriola, on s'ubica l'Arxiu Històric Municipal d'Oriola, acollí una exposició sobre Justo García Soriano, qui dona nom a la Sala d'Investigadors del propi arxiu municipal. L'exposició fou dedicada a la trajectòria tant professional com personal de l'arxiver oriolà.

## Publicacions[1][2]
- Orihuela durante la Guerra de la Independencia (1908)
- El Colegio de Predicadores y la Universidad de Orihuela (1918)
- Estudio acerca del habla vulgar y de la literatura de la región murciana (1920)
- El humanista Francisco Cascales(1924)
- Don Luis Carrillo y Sotomayor y los orígenes del culteranismo (1927)
- Vocabulario del dialecto murciano (1932)
- La reconquista de Orihuela (1934)
- El Museo de Orihuela (1937)
- Anales de la imprenta en Murcia (1941)
- El teatro universitario y humanístico en España (1943)
- Anales de la imprenta en Murcia y noticia de sus impresores (1941)
- Los dos “Don Quijote”: investigaciones acerca de la génesis de “El ingenioso Hidalgo” y de quién pudo ser Avellaneda (1944)
- El teatro universitario y humanístico en España (1945)
- La Vestal de Elo o La Dama de Elche (1946)
- La imprenta en Orihuela (1950), obra póstuma